# مایک بلکین
 مایک بلکین (انگلیسی: Mike Belkin؛ زاده ۹ ژوئن ۱۹۴۵) یک تنیس‌باز اهل کانادا است.